# 570th U.S. Army Artillery Group
Die 570th US Army Artillery Group war ein militärischer Artillerie-Verband der Streitkräfte der Vereinigten Staaten. Ihre Gründung geht auf den Mai 1922 zurück.
Die Gruppe war ab Juli 1964 in einer britischen Kaserne in Münster-Handorf stationiert. Zu den Aufgaben gehörte unter anderem die Betreuung des Sondermunitionslagers Dülmen-Visbeck.
Im Jahre 1992 wurde die Gruppe aufgelöst.